# Madrugada (obra de teatro)
Madrugada es una obra de teatro de Antonio Buero Vallejo, estrenada en el Teatro Alcázar, de Madrid, el 9 de diciembre de 1953.

## Argumento
Tras la muerte de su esposo Mauricio, la desconsolada Amalia comienza a preguntarse por el sufrimiento y el ocultismo que acompañaron los últimos seis meses de vida del fallecido. Decidida a encontrar respuesta a sus preguntas, reúne en su casa a todos los amigos y familiares de Mauricio. Estos van confesando que se dedicaron a calumniar a la esposa ante su marido. Finalmente, Amalia, enfurecida, los expulsa a todos de su hogar.

## Representaciones destacadas
- Teatro (Estreno, 1953). Dirección: Cayetano Luca de Tena. Intérpretes: María Asquerino, Antonio Prieto, Gabriel Llopart, Manuel Díaz González, Isabel Pallarés, Esperanza Grases, Pilar Muñoz.
- Cine (España, 1957). Dirección: Antonio Román. Intérpretes: Zully Moreno, Mara Cruz, Mari Carmen Díaz de Mendoza, María Francés, José Luis López Vázquez, Luis Peña.
- Televisión (en el espacio Estudio 1, de TVE, 1970). Intérpretes: Mónica Randall, Tomás Blanco, Pablo Sanz, Nélida Quiroga, Mary Paz Ballesteros, Manuel Díaz González, Isabel Pallarés, Lola Lemos.
- Televisión (en el espacio Primera función, de TVE, 1989). Intérpretes: José María Caffarel, Aurora Redondo, Pablo Sanz, Manuel Tejada, Nuria Torray, Pilar Velázquez.
- Teatro (Teatro Principal de Valencia, 2000). Intérpretes: Manuel de Blas, Ana Marzoa, Paloma Paso Jardiel y Celia Trujillo
- Teatro (Centro Cultural de la Villa, Madrid, 2001). Dirección: Manuel de Blas. Intérpretes: Kiti Mánver, Manuel de Blas, Sonsoles Benedicto, Trinidad Rugero, Noemí Climent.